# Sportpark Eschen-Mauren
El Sportpark Eschen-Mauren es un estadio multiusos situado en la localidad de Eschen, en Liechtenstein. Actualmente se utiliza sobre todo para encuentros de fútbol y es el estadio local del USV Eschen/Mauren, así como de las selecciones juveniles de fútbol de Liechtenstein. Era el estadio nacional de la selección nacional de fútbol de Liechtenstein hasta 1998, cuando se inauguró el Rheinpark Stadion en Vaduz. El estadio, inaugurado en 1975, dispone de 500 asientos cubiertos y de una capacidad total de 2.100 espectadores.
Además de ser uno de los estadios más importantes del país, es utilizado para partidos oficiales de hockey sobre hierba o balonmano, entre otros.
El estadio albergó tres partidos de la fase de grupos del Campeonato Europeo Sub-19 de la UEFA de 2003 y seis partidos de la fase de grupos del Campeonato Europeo Sub-17 de la UEFA de 2010.
Un memorial conmemora la visita pastoral del Papa el 8 de septiembre de 1985.